# SN 2006dm
SN 2006dm – supernowa typu Ia odkryta 3 lipca 2006 roku w galaktyce M-01-60-21. W momencie odkrycia miała maksymalną jasność 17,30m.